# Italochrysa sectoria
Italochrysa sectoria is een insect uit de familie van de gaasvliegen (Chrysopidae), die tot de orde netvleugeligen (Neuroptera) behoort. 
Italochrysa sectoria is voor het eerst wetenschappelijk beschreven door Navás in 1926.